# Commando (jeu vidéo)
Pour les articles homonymes, voir Commando.
Commando (戦場の狼, Senjō no Ōkami, Le Loup du champ de bataille) est un jeu vidéo d'action en 2D développé par Capcom et sorti en 1985 sur système d'arcade Commando,.
Archétype du run and gun en vue de dessus, Commando a influencé de nombreux jeux du genre comme Ikari Warriors ou Rambo: First Blood Part II.

## Système de jeu
Le joueur dirige Super Joe, un soldat équipé d'une mitraillette et d'un nombre limité de grenades, Le joueur dispose au départ de 3 vie et 6 grenade. Le héros commence par être déposé dans la jungle par un hélicoptère au milieu d'un champ de bataille. Il doit alors affronter des vagues d'ennemis venant de toutes parts. Le jeu propose huit différent niveaux. Alors que Joe peut tirer avec son arme dans l'une des huit directions auxquelles il fait face, ses grenades ne peuvent être lancées que verticalement, quelle que soit la direction dans laquelle Joe fait face. Contrairement à ses balles de mitraillette, les grenades peuvent être lancées pour éliminer les obstacles et les explosions de grenades bien placées peuvent tuer plusieurs ennemis à la fois. À la fin de chaque niveau, l'écran s'arrête, et le joueur doit combattre plusieurs soldats sortant d'une porte ou d'une forteresse. Ils sont commandés par un officier lâche, qui s'enfuit immédiatement, lui tirer dans le dos vous procura des points bonus. Durant les missions, on peut tenter de libérer des prisonniers et obtenir à nouveau des points bonus. 

## Accueil
Le jeu est l'une des entrées de l'ouvrage Les 1001 jeux vidéo auxquels il faut avoir joué dans sa vie.

## Postérité
Super Joe est aussi le personnage principal de Bionic Commando et The Speed Rumbler.